# Richard McGonagle
Richard McGonagle (ur. 22 października 1946 w Bostonie) – amerykański aktor i aktor głosowy.
16 grudnia 2011 roku, postaci Victora Sullivana z Uncharted 3: Oszustwo Drake’a, której aktor użyczał głosu, serwis internetowy o grach komputerowych GamesRadar przyznał nagrodę The Platinum Chalice Awards 2011 w kategorii BFF award for best sidekick.

## Filmografia
- 2007: Choć goni nas czas
- 2000: Masa Krytyczna
- 2000: Regulamin zabijania
- 1998: Zakręcony
- 1998: Confession, The
- 1998: Wielki Joe
- 1997: Zbyt piękne, żeby...
- 1995: Prezydent: Miłość w Białym Domu
- 1994: Jak nakazuje obowiązek: Cena zemsty
- 1994: MacShayne: Zwycięzca bierze wszystko
- 1992: Aż po grób
- 1989: Tato
- 1988: 14 Going on 30
- 1988: Justin Case
- 1986; Leftovers, The
- 1986: Kaczor Howard
- 1985: Człowiek w czerwonym bucie

### Gry komputerowe
- 2011: Uncharted 3: Oszustwo Drake’a
- 2011: Uncharted: Złota Otchłań
- 2009: Uncharted 2: Pośród złodziei
- 2009: Prototype
- 2009: World in Conflict: Soviet Assault
- 2009: Jak and Daxter: Zaginiona Granica
- 2009: Cartoon Network Universe: FusionFall
- 2008: Rise of the Argonauts
- 2007: Uncharted: Fortuna Drake’a
- 2007: World in Conflict
- 2007: No More Heroes
- 2006: Just Cause
- 2005: X-Men Legends II: Rise of Apocalypse
- 2005: Metal Gear Solid 3: Subsistence
- 2005: Incredible Hulk: Ultimate Destruction, The
- 2004: Metal Gear Solid 3: Snake Eater